# William Susman
William Joseph Susman (Chicago, 29 agosto 1960) è un pianista e compositore statunitense.
Autore di musica da concerto e di colonne sonore, appartiene a quella generazione, fiorita al termine del XX secolo, di compositori americani, che, pur avendo ricevuto una tradizionale educazione accademica, hanno saputo mantenere un forte contatto con la musica popolare (il jazz, nel suo caso), e le cui carriere si sono distinte al di fuori di ambiti strettamente accademici. Susman ha scritto musica per orchestra e da camera, come pure colonne sonore per film e documentari.
Il suo primo lavoro importante, nonché il primo per cui abbia ottenuto una certa notorietà, è Pentateuch per soprano, tre gruppi corali e orchestra, che catturò l'attenzione di Earl Brown ai premi BMI nel 1985. Su raccomandazione di Brown, ricevette una commissione dalla Fromm Music Foundation, per la quale scrisse Trailing Vortices (1986) per orchestra da camera, ispirato alle immagini che si trovano in An Album of Fluid Motion di Milton Van Dyke, e che fu eseguito sia al festival di Aspen che ai festival di Alicante e Gaudeamus (in entrambi i casi con la direzione di Ernest Bour).  Il brano fa uso della scala Shepard e di alcuni effetti acustici sperimentati negli studi di Jean-Claude Risset per ricreare la suggestione sonora di una serie di vortici d'estremità d'ala.

## La Musica di William Susman
Una caratteristica peculiare della musica di William Susman è la maniera in cui essa integra influenze e stimoli differenti, che spaziano dalla tradizione classica occidentale al jazz, fino alla scienza e alla numerologia. Il ritmo gioca un ruolo assai importante, e i suoi lavori incorporano strutture come il son montuno, l'hoquetus e l'isoritmia. Il New York Times ha descritto la sua musica come "...vivid, turbulent, rich-textured..." e la rivista The Folk and Acoustic Music Exchange ha definito Music for Moving Pictures "A flawless gem...of rare beauty and consummate aesthetic discretion".
Oltre alle performance negli Stati Uniti ed in Europa, la sua musica è stata selezionata e trasmessa per il programma radiofonico New Sounds sulla WNYC, per il programma radiofonico Echoes su NPR e per la trasmissione olandese Concertzender. Nel 2005, al Moondance International Film Festival ha vinto il premio per la migliore colonna sonora per Oil and Ice, e nel 2007 per Fate of the Lhapa. Nel 2006, al Park City Film Music Festival ha vinto la Gold Medal for Excellence (Audience Choice) per Native New Yorker, che si è aggiudicato il titolo di miglior corto documentario al Tribeca Film Festival di New York nel 2006.
Ha scritto la colonna sonora per il filmato When Medicine Got it Wrong, che è stato trasmesso in prima assoluta nel Maggio 2009 sul Public Broadcasting Service statunitense. Ha realizzato anche la colonna sonora del documentario Balancing Acts: A Jewish Theatre in the Soviet Union, proiettato nell'ambito della mostra di Chagall al Jewish Museum di New York, Novembre 2008 – Marzo 2009, e ancora al San Francisco Contemporary Jewish Museum, Aprile – Settembre 2009. La registrazione di queste due colonne sonore ha visto la partecipazione della celebre violoncellista Joan Jeanrenaud.
Recenti prime assolute (aprile e maggio 2009) includono Zydeco Madness, per fisarmonica, e Three Different Keyboards, per fisarmonica, marimba e pianoforte, eseguiti a Chicago da Stas Venglevski (fisarmonica) e dal collettivo Accessible Contemporary Music; Zydeco Madness (To the Forgotten of Hurricane Katrina) eseguito dalla San Jose Chamber  Orchestra; ed un lavoro per orchestra d'archi, Snow Lion of Peace, eseguito in onore di sua santità il Dalai Lama durante una sua visita a San Francisco. Il suo lavoro The Starry Dynamo è stato eseguito dall'ensemble cameristico Piccola Accademia degli Specchi nell'Ottobre 2009 a Roma, nell'ambito del festival di musica contemporanea Nuovi Spazi Musicali diretto da Ada Gentile.

## Influenze e Fonti d'Ispirazione
I suoi primi lavori orchestrali, come Openings, Pentateuch e Trailing Vortices denotano una certa affinità con la sperimentazione di Iannis Xenakis e György Ligeti. L'interesse di Susman per la composizione algoritmica può essere in parte attribuito al suo maestro Herbert Brün dell'Università dell'Ilinois e in parte a John Chowning del Center for Computer Research in Music and Acoustics (CCRMA) di Stanford. L'uso della microtonalità nelle sue prime composizioni è stato influenzato, oltre che da Iannis Xenakis, anche da un altro insegnante dell'Università dell'Illinois, Ben Johnston. Altre fonti di ispirazione, che hanno influenzato la sua produzione fin dagli esordi, sono rintracciabili nella numerologia, in lavori come Pentateuch, così come la successione di Fibonacci, in lavori come Twisted Figures e Uprising. Susman è stato allievo di pianoforte di Pauline Lindsey (a sua volta allieva di Arthus Schnabel), Steve Behr (pianista di Louis Armstrong) e Alan Swain.

## Premi e riconoscimenti
- ASCAP Foundation Young Composer Award for Trailing Vortices
- ASCAP Foundation Raymond Hubbell Award for Movement for Orchestra
- BMI Student Composer Award for Pentateuch
- Fromm Music Foundation at Harvard for Trailing Vortices
- Gaudeamus International Musicweek for Trailing Vortices
- Pare Lorentz Award - International Documentary Association for Oil on Ice
- KUCYNA/ALEA III International Composers Competition for Twisted Figures
- Percussive Arts Society for Exchanges
- Tribeca Film Festival Best Documentary Short for Native New Yorker

## Composizioni

### Orchestra
- Snow Lion of Peace (2009)
- Zydeco Madness: To the Forgotten of Huricaine Katrina (2006)
- Angels of Light (1991)
- Uprising (1989)
- Trailing Vortices (1986)
- Pentateuch (1984)
- Openings (1982)
- Movement for Orchestra (1980)

### Musica da camera
- Camille (2010)
- Native New Yorker  (2005)
- Three Different Keyboards  (2001)
- The Starry Dynamo  (1994)
- Exposé   (1989)
- Twisted Figures (1987)
- Streamlines (1984)
- For Three Trombones (1983)

### Quintetto di fiati
- Six Minutes Thirty Seconds (1995)

### Quintetto d'ottoni
- The Heavens Above (1998)

### Musica corale e vocale
- Eternal Light (2010)
- Scatter My Ashes (2009)
- Living These Seasons (2009)
- Moving in to an Empty Space (1992)
- Interlude (1984)
- Two Songs (1983)
- Elie (1983)
- Three Songs (1981)

### Percussioni
- Material Rhythms per quartetto di percussioni (2010)
- Amores Montuños per flauto e marimba (2008)
- Marimba Montuño for Joseph Gramley (2002)
- Floating Falling per violoncello e timpani (1987)
- Exchanges per percussionista solista e strumenti a fiato (1982)

### Quartetto d'archi
- Zydeco Madness (2006)
- Patterns of Change (1997)
- Up to the Sky  (1988)
- Streams (1984)

### Piano
- Quiet Rhythms (2010) - 42 movimenti
- Piano Montuño  (2004)
- Uprising  (1988)

### Solo e Duo
- Zydeco Madness per fisarmonica (2005)
- Duo Montuño per clarinetto e piano  (2004)
- Duo Montuño per sax contralto e piano  (2004)
- Duo Montuño per viola e piano  (2004)
- Motions of Return per flauto e piano  (1996)
- For Cello  (1984)
- Halilah  per viola (1983)
- Nnyl  per trombone (1983)
- Turbulence  per flauto (1983)
- Violin Study  (1983)

### Elettronica
- Waves per piano e suoni generati al computer (versione con la parte per pianoforte annotata) (1982)
- Waves per un numero arbitrario di improvvisatori e suoni generati al computer (1982)

### Colonne sonore
- When Medicine Got It Wrong (2009)
- Balancing Acts: A Jewish Theater in the Soviet Union (2008)
- Making the Man (2007)
- Fate of the Lhapa (2007)
- Native New Yorker (2005)
- Oil on Ice (2004)
- Asphyxiating Uma (2002)
- Deep Under the Ice (2000) aka NASA Explores Under the Ice
- Daydream Believer (1998)
- Alaska's Arctic Wildlife (1997)
- Indonesia (1996)
- The Philippines (1996)
- Southern Africa Safari (1995)
- Discovering the Amazon and the Andes (1994)
- The Elephant Seals of Ano Nuevo (1994)
- Exploring Tropical Australia (1993)

## Discografia
- Music for Moving Picture Tre colonne sonore eseguite da Joan Jeanrenaud,  Mira Stroika e William Susman
- Fate of the Lhapa Colonna sonora eseguita da Joan Jeanrenaud, Tsering Wangmo e William Susman
- Global Percussion (Marimba Montuño, incluso nell'album del percussionista Joseph Gramley)
- Oil on Ice Colonna sonora eseguita da Joan Jeanrenaud, Adeline Peter Raboff e William Susman

## Archivi Radio Online
- Psychosounds - New Sounds, Broadcast on WNYC, 93.9 FM/820 AM, New York, 12 October 2010
- Small Ensembles, Patterned-Based Music - New Sounds, Broadcast on WNYC, 93.9 FM/820 AM, New York, 29 September 2010
- Tibetan Buddhist-Based Film Scores - New Sounds, Broadcast on WNYC, 93.9 FM/820 AM, New York, 15 November 2009
- Psychosounds - New Sounds, Broadcast on WNYC, 93.9 FM/820 AM, New York, 16 July 2009
- Small Ensembles, Patterned-Based Music - New Sounds, Broadcast on WNYC, 93.9 FM/820 AM, New York, 7 July 2009
- Tibetan Buddhist-Based Film Scores - New Sounds, Broadcast on WNYC, 93.9 FM/820 AM, New York, 13 November 2007
- Archive listings - Concertzender, numerous broadcasts spanning 2003 - 2010.